# 格洛斯特圣尼古拉堂
圣尼古拉堂（St Nicholas Church）是一座已废弃的历史教堂，位于英格兰格洛斯特西门街，已列为I级登录建筑.。其尖顶是市中心的地标之一。

## 历史
该堂创建于1190年前后，13世纪重建。15世纪增加西侧钟楼。 尖顶最初高 200英尺（61）。1783年降低高度。在16世纪，曾是该城最富有的堂区。  1967年教堂关闭 1971年5月7日宣布废弃，1975年6月25日交给教堂保护信托基金会。